# Vetro islamico

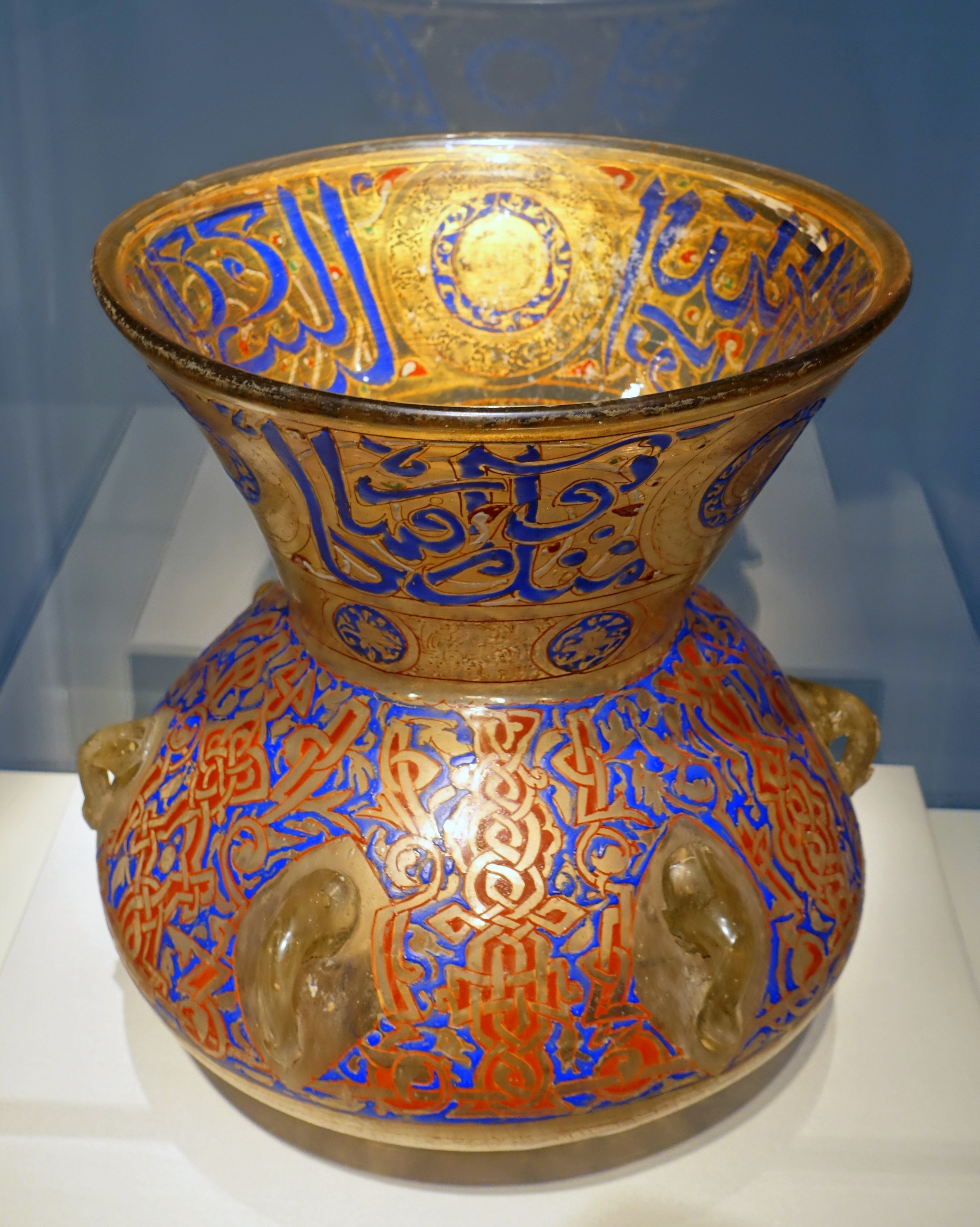
Lampada per moschea egizia, 1360.

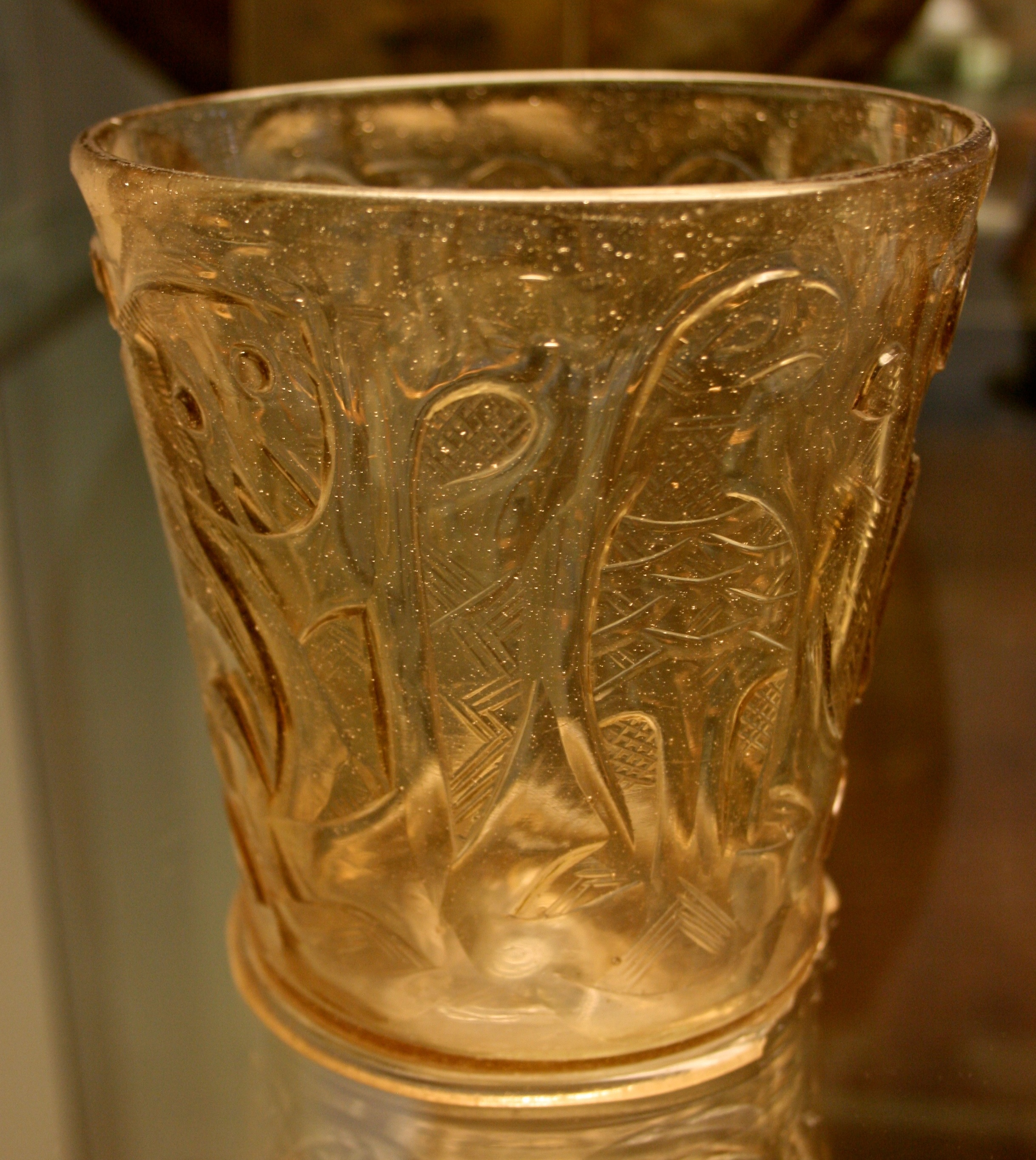
Uno dei vetri Hedwig che imita il cristallo di rocca ed esportato in Europa

L'influenza del mondo islamico sulla storia del vetro si riflette nella sua distribuzione in tutto il mondo, dall'Europa alla Cina e dalla Russia all'Africa orientale. Il vetro islamico ha sviluppato un'espressione unica che è stata caratterizzata dall'introduzione di nuove tecniche e dall'innovazione di antiche tradizioni.

## Influenze romane e sassanidi
Il vetro islamico non iniziò a sviluppare un'espressione riconoscibile fino alla fine dell'VIII o all'inizio del IX secolo, nonostante l'Islam si fosse diffuso in Medio Oriente e nel Nordafrica durante la metà del VII secolo. Nonostante avesse apportato enormi cambiamenti religiosi e sociopolitici nella regione, questo evento sembra non avesse influenzato drasticamente il funzionamento quotidiano delle industrie artigianali, né causato "distruzioni estese o interruzioni di lunga durata". Le industrie vetrarie romane (Levante ed Egitto) e dell'impero sasanide (Persia e Mesopotamia) continuarono, più o meno, allo stesso modo quanto avevano fatto per secoli. In seguito all'unificazione dell'intera regione, fu facilitata l'interazione di idee e tecniche, consentendo la fusione di queste due tradizioni separate con nuove idee, e portando, in ultima analisi, all'industria islamica del vetro. Le tradizioni romane, che furono importanti nel periodo islamico, comprendevano l'applicazione di sostanze vetrose come abbellimento superficiale, mentre le tecniche stilistiche adottate dall'Impero sasanide includevano diversi stili di taglio del vetro. Ciò potrebbe essersi sviluppato dalle antiche tradizioni di taglio delle pietre dure in Persia e Mesopotamia. Per quanto riguarda la tecnologia di fabbricazione del vetro, le fornaci a serbatoio utilizzate nel Levante per produrre lastre di vetro grezzo per l'esportazione, durante il periodo classico, furono utilizzate durante il primo periodo islamico nella stessa regione fino al X o all'XI secolo.

## Cambiamento tecnologico
Durante i primi secoli del dominio islamico, i produttori di vetro nel Mediterraneo orientale continuarono ad utilizzare la ricetta romana composta da sabbia ricca di calcio (che forniva silice e calce) e minerale natron (componente di soda) del Wādi el-Natrūn in Egitto, ed esempi di vetro islamico a base di natron sono stati trovati nel Levante fino alla fine del IX secolo. Le prove archeologiche hanno dimostrato che l'uso del natron cessò e la cenere delle piante divenne la fonte di soda per tutto il vetro islamico nei secoli successivi. Le ragioni di questa transizione tecnologica rimangono poco chiare, sebbene sia stato postulato che i disordini civili in Egitto, durante i primi anni del IX secolo, portarono a un taglio della fornitura di natron, costringendo così i produttori di vetro islamici a cercare fonti alternative di soda. La prova della sperimentazione con la ricetta del vetro di base a Beth She'arim (Israele moderno) all'inizio del IX secolo, supporta ulteriormente questa tesi. Una lastra di vetro ricavata da uno stampo da serbatoio conteneva una quantità eccessiva di calce e poteva essere il risultato della miscelazione di sabbia con cenere di piante. Sebbene il vetro grezzo sarebbe stato inutilizzabile a causa della sua composizione, suggerisce che in quel momento, i produttori di vetro islamici nel Levante stavano combinando aspetti delle tradizioni sasanidi e romane nel tentativo di risolvere il problema creato dal mancato accesso al minerale natron. L'uso di cenere di piante, in particolare da alofite (amanti del sale), che erano abbondanti in Medio Oriente a causa del clima, era ben noto in Persia e Mesopotamia. Indubbiamente non ci volle molto affinché i produttori di vetro, nel Vicino Oriente, correggessero i loro errori di fabbricazione e iniziassero a usare la ricetta a base di cenere delle piante usata più a est. 

## Primo vetro islamico: dalla metà del VII alla fine del XII secolo

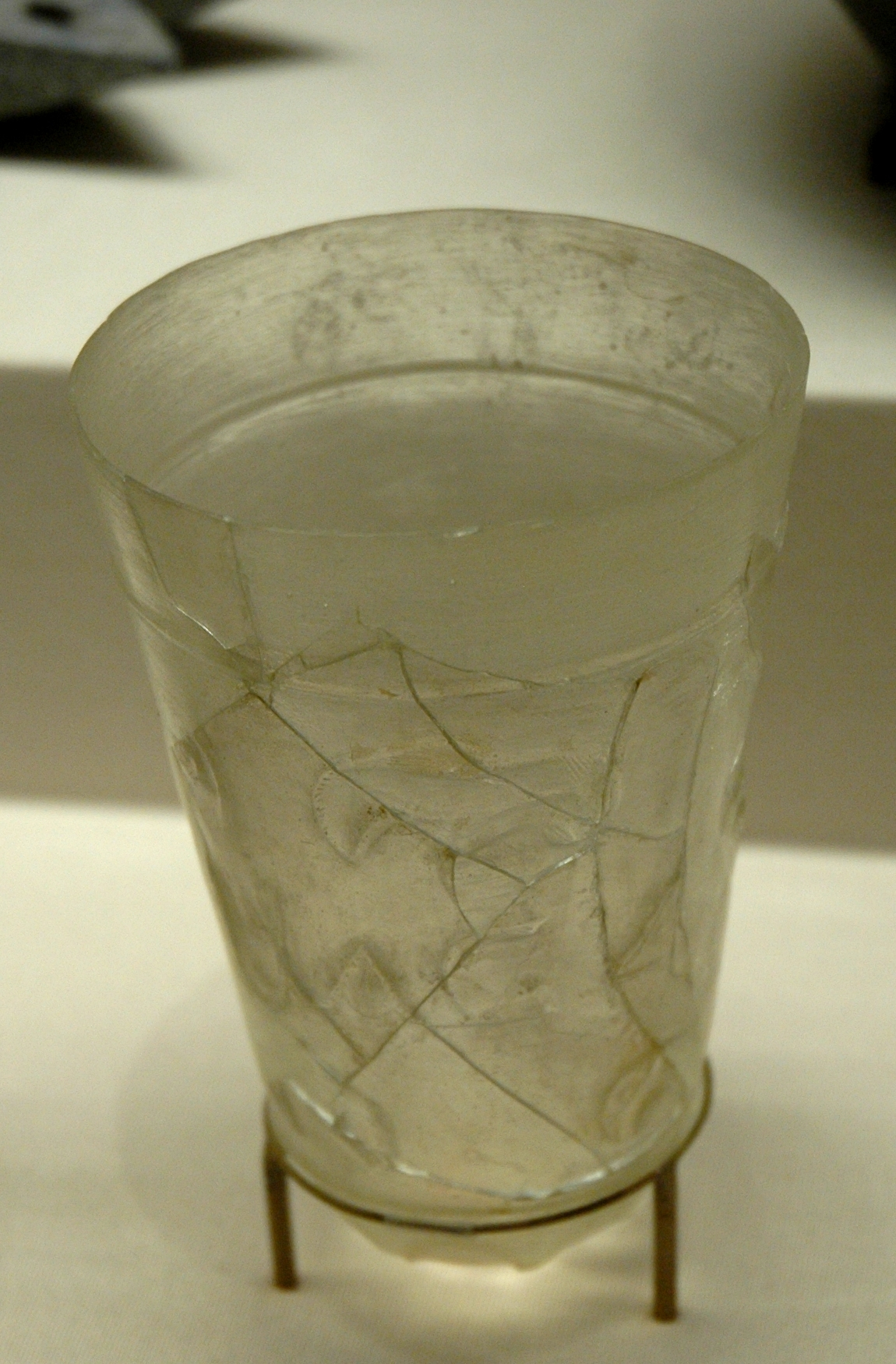
Bicchiere del IX secolo, Nishapur.

L'industria del vetro nel primo periodo islamico può inizialmente essere caratterizzata come una continuazione delle tradizioni più antiche, in coincidenza con il Califfato omayyade, la prima dinastia islamica. In seguito all'ascesa del califfato abbaside, nel 750, la capitale del mondo islamico fu spostata da Damasco nel Levante a Baghdad in Mesopotamia. Ciò portò a uno spostamento culturale lontano dalle influenze delle tradizioni classiche e consentì lo sviluppo di un'espressione "islamica".
La produzione di vetro durante questo periodo era concentrata in tre principali regioni del mondo islamico. In primo luogo, il Mediterraneo orientale rimase un centro di produzione del vetro, come lo era stato per secoli. Gli scavi a Qal'at Sem'an, nel nord della Siria, a Tiro in Libano, a Beth She'arim e Bet Eli'ezer in Israele, e ad Al-Fustat (vecchia Il Cairo) in Egitto hanno tutti mostrato prove della produzione di vetro, compresi numerosi vasi, vetro grezzo e la presenza dei forni associati. Un ulteriore contributo alla nostra comprensione del settore del vetro in questa regione è il naufragio a Serçe Liman. In Persia, una regione precedentemente sasanide, l'attività archeologica ha individuato numerosi siti con grandi depositi di vetro islamico primitivo, tra cui Nishapur, Siraf e Susa. La presenza di numerosi forni suggerisce che Nishapur era un importante centro di produzione e l'identificazione di un tipo di vetro locale a Siraf suggerisce la stessa cosa per quel sito. In Mesopotamia, gli scavi a Samarra, una capitale temporanea del califfato abbaside durante la metà del IX secolo, produssero il ritrovamento di una vasta gamma di stoviglie in vetro, mentre i lavori ad al-Madā'in (ex Ctesifonte ) e Raqqa (sul fiume Eufrate nella Siria moderna) forniscono prove della produzione di vetro nella regione. Tuttavia, è difficile identificare chiaramente il luogo in cui un pezzo di vetro è stato prodotto senza la presenza di rifiuti (pezzi rotti e scartati nel processo di fabbricazione), che indichino che il luogo era un sito di produzione del vetro. Inoltre, durante il califfato Abbaside, sia i produttori di vetro che i loro prodotti si erano spostati in tutto l'impero, portando alla dispersione della vetreria e all'universalità dello stile, cosa che impedisce ulteriormente l'identificazione del luogo di nascita di un determinato pezzo. Poiché l'impero selgiuchide sorse ad opera dei generali che conquistavano le terre, solo nominalmente, sotto la bandiera degli Abbasidi, è probabile che la tecnologia, lo stile e il commercio del vetro sia potuto continuare in modo simile sotto i selgiuchidi come avveniva sotto gli Abbasidi. Nonostante la crescente capacità e lo stile dei produttori di vetro islamici durante questo periodo, pochi pezzi vennero firmati o datati, rendendo sfortunatamente difficile identificare la posizione di origine di un pezzo. I pezzi di vetro sono in genere datati da confronti stilistici con altri pezzi dell'epoca.
La maggior parte delle tradizioni decorative utilizzate nel primo periodo islamico riguardava la manipolazione del vetro stesso e comprendeva l'applicazione di tracce, intagli e soffiature. Come accennato in precedenza, l'intaglio del vetro e l'applicazione di tracce erano una continuazione di tecniche più antiche, la prima associata alla lavorazione del vetro sasanide e la seconda alle tradizioni romane. Nel taglio a rilievo, una forma specializzata di intaglio del vetro più spesso usata su vetro incolore e trasparente, "l'area circostante gli elementi decorativi veniva scolpita a terra, lasciando così in rilievo gli stessi".

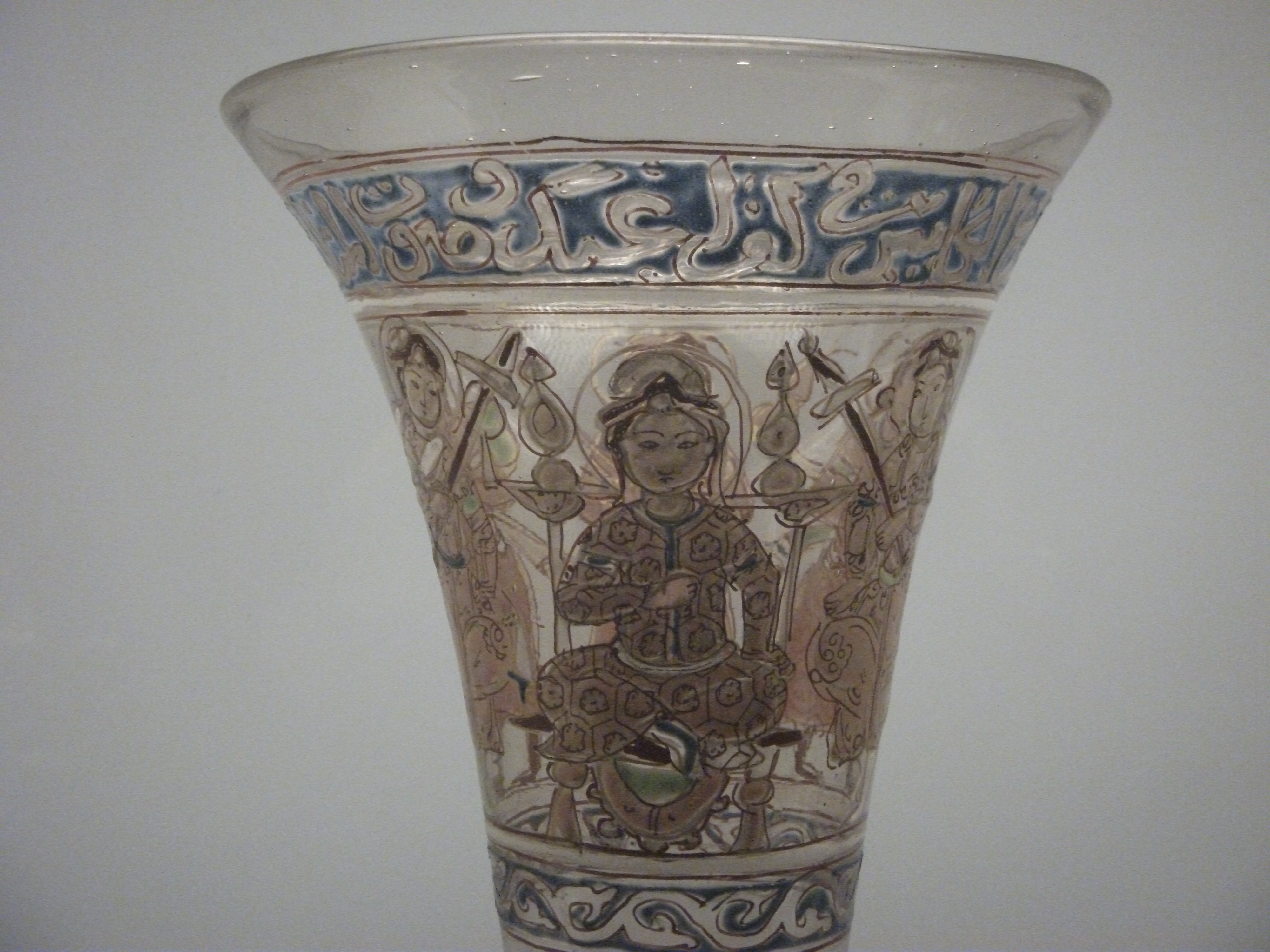
Un principe seduto sulla coppa Palmer, un antico vetro iraniano dipinto, con motivi usati sulla ceramica

A differenza del taglio in rilievo o del trascinamento del filo di pasta vitrea, era consentita la decorazione del vetro a caldo. Il soffiatore di vetro manipolava il vetro fuso mentre era ancora malleabile creando motivi, maniglie o flange. Mentre il taglio raggiunse l'apice della sua popolarità tra il IX e l'XI secolo, trascinamento del filo divenne più ampiamente usato durante l'XI e il XII secolo, quando i produttori di vetro selgiuchidi erano considerati al culmine della loro abilità.
La soffiatura del vetro, basata sulle tradizioni romane del I secolo, era un'altra tecnica specializzata che si diffuse ampiamente in tutto il mondo islamico mediterraneo durante questo periodo. Due tipi distinti di forme sono noti archeologicamente; uno stampo in due parti costituito da metà separate, e lo stampo a immersione, nel quale il vetro viscoso veniva posto interamente all'interno dello stampo. Gli stampi erano spesso realizzati in bronzo, sebbene esistano alcuni esempi in ceramica. Stampi che tipicamente spesso includevano un motivo scolpito; il pezzo finito avrebbe assunto la forma e lo stile dello stampo. Con questi progressi nella tecnologia del vetro, gli artigiani iniziarono a stilizzare e semplificare i loro progetti, enfatizzandoli senza "primo piano o sfondo" e "oggetti semplici ma belli".
Un'ultima tecnologia decorativa che è un segno distintivo del primo periodo islamico è l'uso della pittura lucente. Mentre alcuni studiosi vedono questa come un'invenzione puramente islamica originaria di Al-Fustat, altri collocano le origini della decorazione nell'Egitto romano romano copto durante i secoli precedenti l'ascesa dell'Islam. Lastre per vetrate con pigmenti di rame e argento erano note intorno al III secolo, sebbene la vera tecnologia del lucente probabilmente iniziò tra il IV e l'VIII secolo. La verniciatura lucente sul vetro prevedeva l'applicazione di pigmenti di rame e argento, seguiti da una cottura specifica che consentiva lo scambio ionico di Ag+ e Cu+ con il vetro, dando come risultato una lucentezza metallica all'oggetto. Indipendentemente dalle sue origini specifiche, la decorazione lucente fu una tecnologia chiave nella produzione del vetro che continuò a svilupparsi durante il primo periodo islamico e si diffuse non solo geograficamente, ma anche ad altre industrie di materiali sotto forma di ceramiche smaltate.

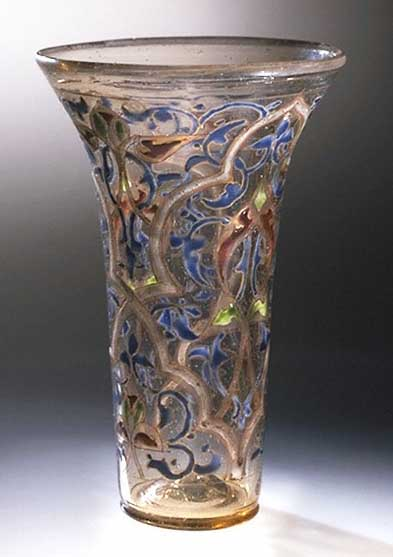
Vaso del XIII secolo chiamato "La fortuna di Edenhall" (Museo V&A n. Da C.1 a B-1959

## Vetro islamico medio: fine XII-fine XIV secolo
Questa è stata l'"età d'oro" della produzione di vetro islamico, nonostante l'estrema divisione del territorio. La Persia e la Mesopotamia (insieme ad alcune parti della Siria per qualche tempo) caddero sotto il controllo dei turchi selgiuchidi e in seguito dei mongoli, mentre nel Mediterraneo orientale, le dinastie Ayyubide e Mamelucche presero il sopravvento. Inoltre, questo periodo vide irruzioni europee in Medio Oriente a causa delle crociate. Sembra che la produzione di vetro abbia cessato di esistere in Persia e Mesopotamia, e poco si sa sulle ragioni di ciò. Tuttavia, nella prima parte di questo periodo, ci sono prove della fabbricazione del vetro in Asia centrale, ad esempio a Kiva nel moderno Uzbekistan. Questa tradizione presumibilmente si concluse con le invasioni mongole della metà del XIII secolo che distrussero altri siti nella regione.
Le regioni produttrici di vetro della Siria e dell'Egitto mantennero le loro industrie. È per i materiali scavati e prodotti in siti come Samsat nel sud della Turchia, Aleppo e Damasco in Siria, Hebron nel Levante, e Il Cairo che questo periodo viene indicato l'"Età dell'Oro" del vetro islamico. Il periodo islamico medio è caratterizzato dal perfezionamento di varie tradizioni decorative policrome, le più importanti delle quali sono la marinatura, la smaltatura e la doratura, mentre la scultura in rilievo e la lucentezza apparentemente erano passate di moda. La tecnica comportava l'applicazione di una scia continua di vetro opaco (in vari colori come bianco, rosso, giallo o blu chiaro) attorno al corpo di un oggetto di vetro. Questa poteva poi essere manipolata tirandola, creando un caratteristico motivo "ondulato". L'oggetto veniva quindi fatto rotolare su un finitore (una lastra di pietra o di ferro) per lavorare la fascia sovrapposta. Questa tecnica, utilizzata su una varietà di oggetti in vetro, da ciotole e bottiglie a pezzi degli scacchi, fu introdotta verso la fine del XII secolo ma in realtà era una rinascita di una tradizione di lavorazione del vetro molto più antica che aveva le sue origini nella tarda età del bronzo in Egitto.

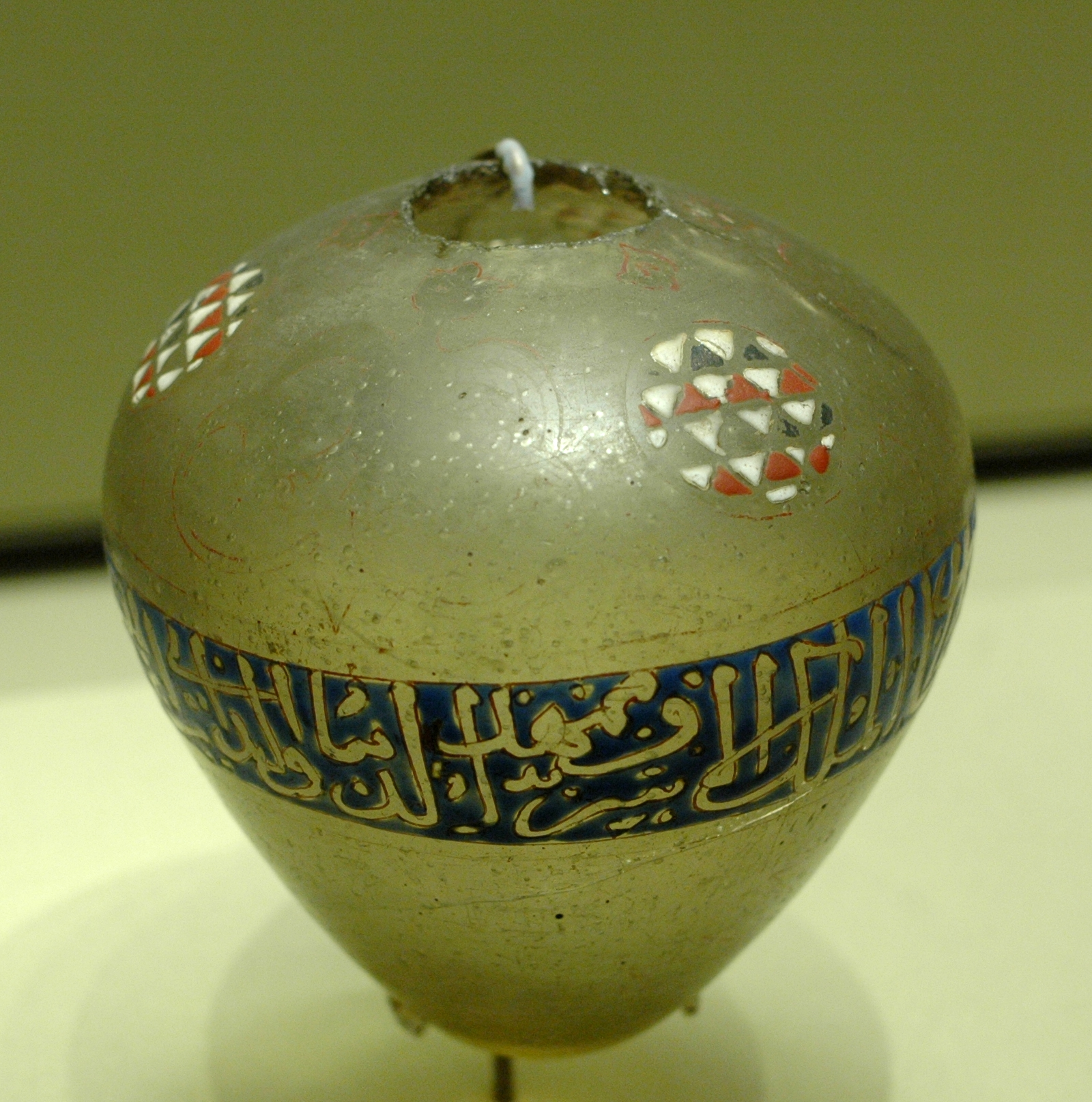
Vaso con il nome di un sultano dello Yemen, probabilmente Siria o Egitto, 1290

La doratura durante questo periodo ha comportato l'applicazione di piccole quantità di oro in sospensione su un corpo di vetro, seguito da una cottura, a bassa temperatura, per fondere i due materiali, ed è stata adottata dalle tradizioni bizantine. Questa tecnica era spesso combinata con la smaltatura, l'applicazione del vetro smerigliato con un colorante, alle forme tradizionali e nuove di oggetti, e rappresenta il massimo livello della produzione del vetro islamico. La smaltatura, una resurrezione di tecniche più antiche, fu praticata per la prima volta nel mondo islamico a Raqqa (Siria) alla fine del XII secolo, ma si diffuse anche al Cairo durante il dominio mamelucco. Uno studio su vari recipienti smaltati, inclusi vasi e lampade da moschea, suggerisce che esistevano due pratiche di cottura sottili ma distinte, che forse rappresentavano due centri di produzione distinti o tradizioni diverse della lavorazione del vetro. A causa della forte domanda, durante questo periodo, il vetro smaltato fu esportato in tutto il mondo islamico, in Europa e in Cina. La smaltatura alla fine terminò in Siria e in Egitto in seguito alle diverse invasioni mongole dal XIII al XV secolo.
Un'ultima nota sul vetro del periodo islamico medio è la maggiore interazione tra Medio Oriente ed Europa. Le Crociate consentirono la scoperta europea di oggetti islamici dorati e smaltati. Il "Calice degli Otto Principi" portato in Francia dal Levante è uno dei primi esempi di questa tecnica. Inoltre, grandi quantità di ceneri vegetali grezze furono esportate esclusivamente a Venezia, alimentando le industrie vetrarie di quella città. Fu anche a Venezia che lo smalto fu resuscitato in seguito al suo declino nel mondo islamico.

## Vetro tardo islamico: dal XV alla metà del XIX secolo
Il periodo tardo islamico è dominato da tre imperi e aree principali di produzione del vetro; gli ottomani in Turchia, la dinastia safavide (e in seguito la dinastia Zand e Qajar) in Persia e i Moghul nell'India settentrionale. La caratteristica principale più importante della produzione di vetro in questo periodo è l'"influenza diretta del vetro europeo" e, in particolare, quello di Venezia, Boemia (nel XVIII secolo) e olandese. La produzione di vetro pregiato di alta qualità terminò essenzialmente in Egitto, Siria e Persia, e fu solo in India, nel corso del XVII secolo, che il vetro islamico riacquistò un alto livello di espressione artistica a seguito dell'influenza europea. La mancanza del patrocinio delle corti per la produzione del vetro e l'alta qualità del vetro europeo contribuirono a un declino del settore; tuttavia, nei centri tradizionali veniva ancora fabbricato il vetro per oggetti comuni di bassa qualità.

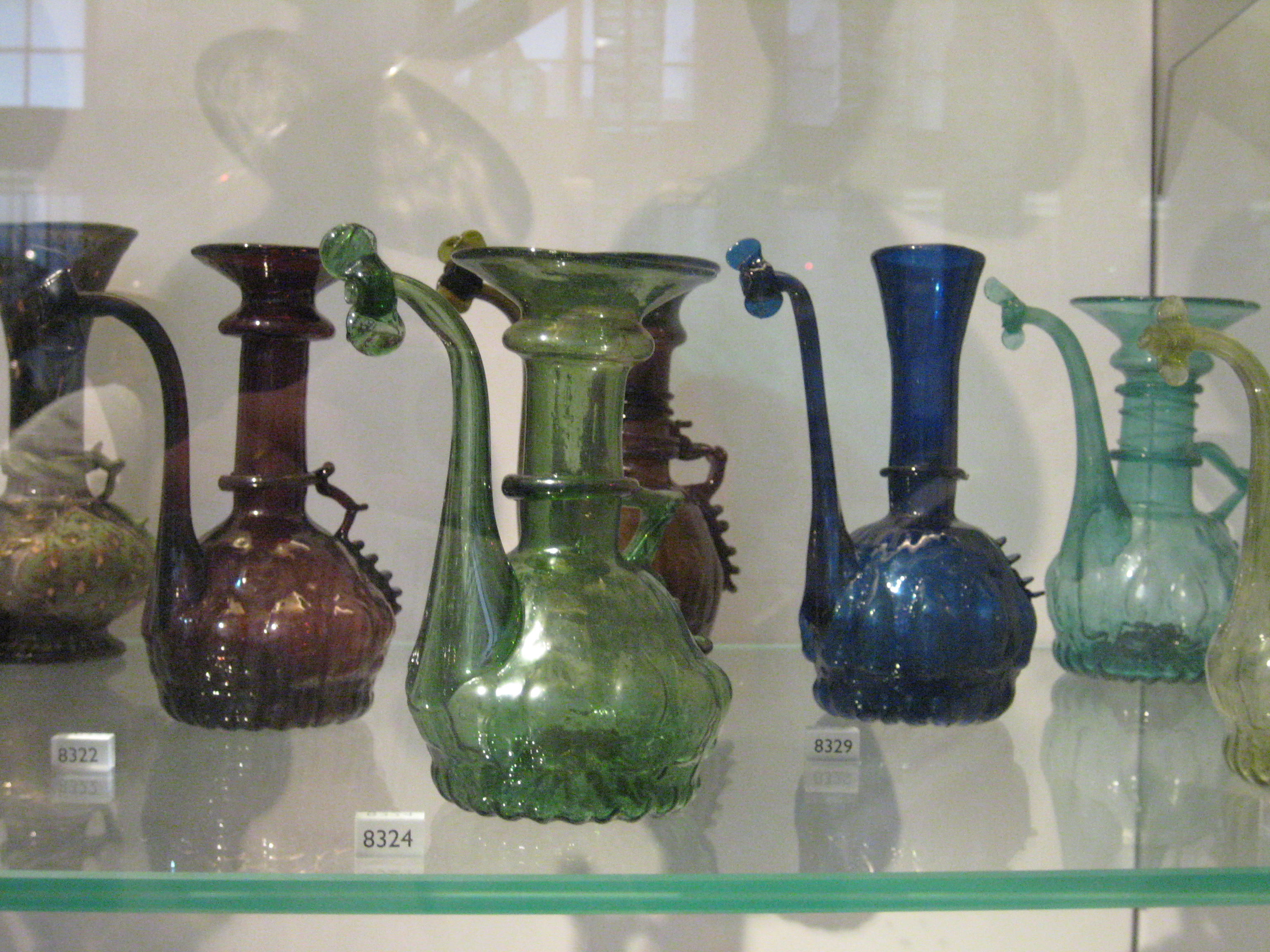
Un gruppo di ampolle persiane del XIX secolo

Documenti e resoconti storici, come il Cognome-i Humayun, mostrano la presenza della vetreria e una corporazione di vetrai, a Istanbul, così come la produzione a Beykoz sulla costa del Bosforo, nell'Impero ottomano. Il vetro realizzato in questi centri non era di grande qualità ed era fortemente influenzato dagli stili e dalle tecniche veneziane e bohéme. In Persia, le prove della fabbricazione del vetro a seguito delle invasioni mongole del XIII secolo non riappaiono fino al periodo safavide (XVII secolo). I viaggiatori europei scrissero resoconti delle fabbriche di vetro a Shiraz, e si pensa che gli artigiani italiani trapiantati abbiano portato a questo risveglio. Durante questo periodo in Persia non vennero introdotti o ripresi significativi trattamenti decorativi o caratteristiche tecniche del vetro. Le forme di bottiglie e brocche con semplici decorazioni applicate o a coste, realizzate in vetro trasparente colorato, erano comuni e collegate all'industria vinicola di Shiraz.
D'altra parte, la produzione di vetro Moghul in India vide un ritorno alle tradizioni di smaltatura e doratura del Medio periodo islamico, nonché alle tecniche di intaglio del vetro utilizzate in Persia durante i primi secoli del mondo islamico. Inizialmente c'erano laboratori e fabbriche di vetro vicino alla capitale Moghul, Agra, Patna (India orientale) e nella provincia del Gujarat (India occidentale), e nel XVIII secolo si erano diffuse in altre regioni dell'India occidentale. Nuove forme furono introdotte usando le più antiche tecniche islamiche di lavorazione del vetro e, tra queste, i narghilè divennero gli oggetti dominanti. Le bottiglie a base quadrata di foggia olandese, decorate con smalti e dorature con motivi indiani, erano un'altra espressione importante nella produzione del vetro Moghul e vennero prodotte a Bhuj, Kutch e nel Gujarat. Lo studio etnografico dell'attuale produzione di vetro a Jalesar mostra somiglianze fondamentali tra questo sito e le fornaci dei primi islamici trovati nel Levante, nonostante le differenze nella forma delle strutture (rotonde in India, rettangolari a Bet She'arim), evidenzino la continuità tecnologica dell'industria del vetro durante il periodo islamico.

## Applicazioni del vetro islamico

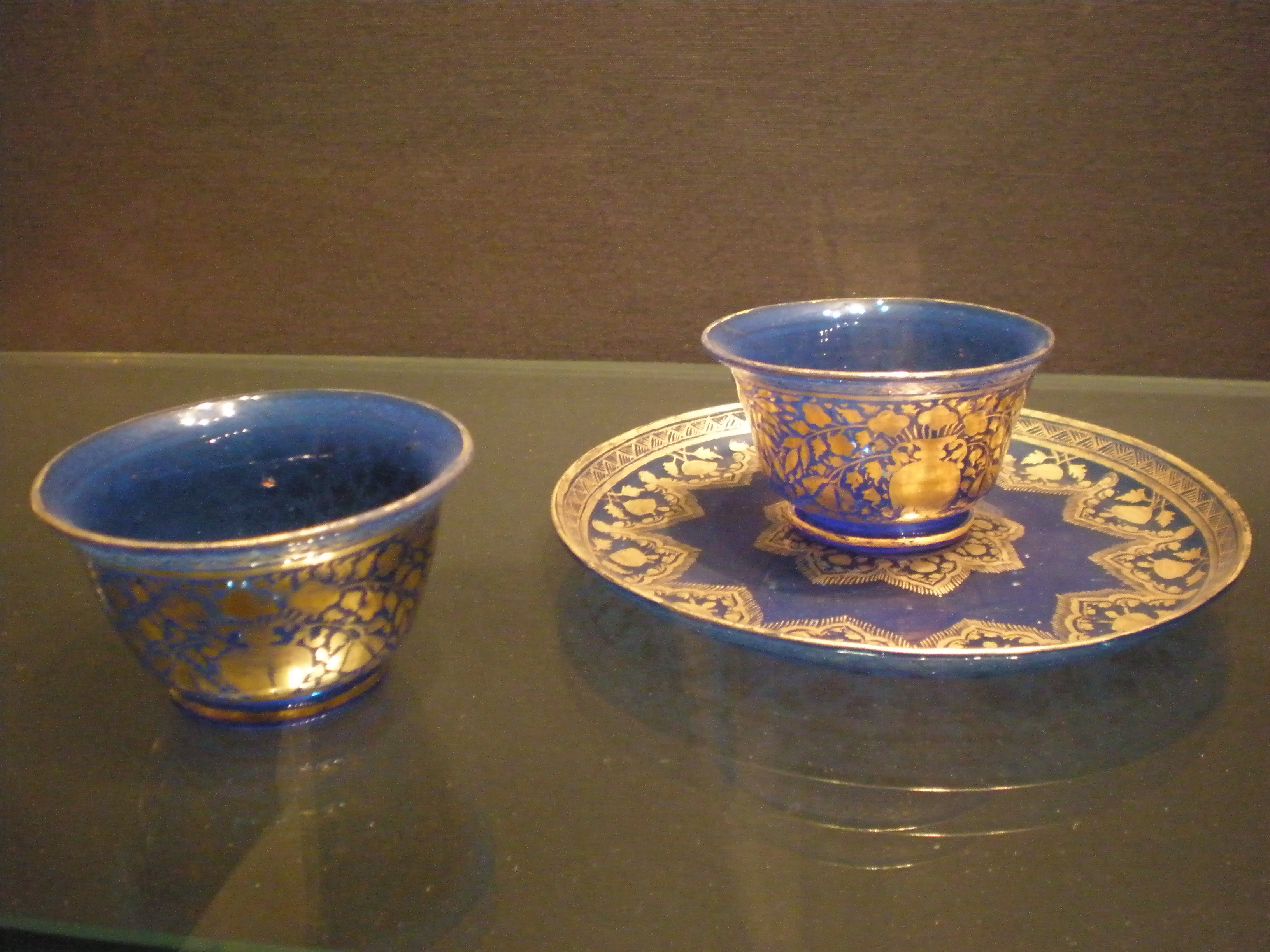
Ciotole di vetro blu cobalto utilizzate dagli imperatori Moghul.

Mentre le varie funzioni del vetro islamico sono state toccate durante la discussione precedente (lampade da moschea del Medio periodo islamico, bottiglie di vino della Persia Safavide, basi per narghilè dell'India Moghul), il vetro ricoprì una moltitudine di ruoli nella storia del mondo islamico. Una varietà di forme di recipienti utilizzati per contenere una vasta gamma di materiali costituiscono la maggior parte degli oggetti di vetro (ciotole, calici, piatti, bottiglie di profumo, ecc.) ed hanno avuto la massima attenzione da parte degli studiosi di vetro islamico. Alcuni dei più diffusi oggetti del periodo islamico includono calamai, spruzzatori di profumo, e recipienti associati alla scienza e alla medicina islamica come alambicchi, provette, e coppette. Il vetro veniva anche usato a fini estetici sotto forma di figurine decorative, e per gioielli come bracciali e perline per collane. I braccialetti, in particolare, possono rivelarsi un importante strumento archeologico nella datazione dei siti islamici. Il vetro ricoprì anche diversi ruoli utilitaristici, con lastre per finestre, e monete. La varietà di funzioni del vetro e la mole del materiale trovato attraverso gli scavi ne sottolinea ulteriormente il significato come industria dei materiali distinta e altamente sviluppata in tutto il mondo islamico. 

## Studio del vetro islamico
Gli studiosi hanno prestato relativamente poca attenzione al vetro islamico di questo periodo. Un'eccezione a ciò è stato il lavoro svolto da Carl J. Lamm (1902-1987). Lamm ha catalogato e classificato i reperti di vetro provenienti da importanti siti islamici; per esempio Susa in Iran e Samarra in Iraq. Una delle scoperte più importanti nel campo del vetro islamico fu un naufragio risalente al 1036 circa sulla costa turca a Serçe Liman. Il carico recuperato comprendeva frammenti di oggetti e rottami di vetro esportati dalla Siria. Il significato di questi reperti sta nelle informazioni che possono darci sulla produzione e distribuzione del vetro islamico. Ciononostante, la maggior parte degli studi si è concentrata sulla classificazione stilistica e decorativa, e come tali aspetti tecnologici del settore, come oggetti non decorati, sono stati spesso trascurati all'interno dell'insieme della produzione. Questo, in particolare, è frustrante perché la maggior parte dei reperti di vetro durante il periodo islamico sono non decorati e usati per scopi utilitaristici.